# Naturerscheinung

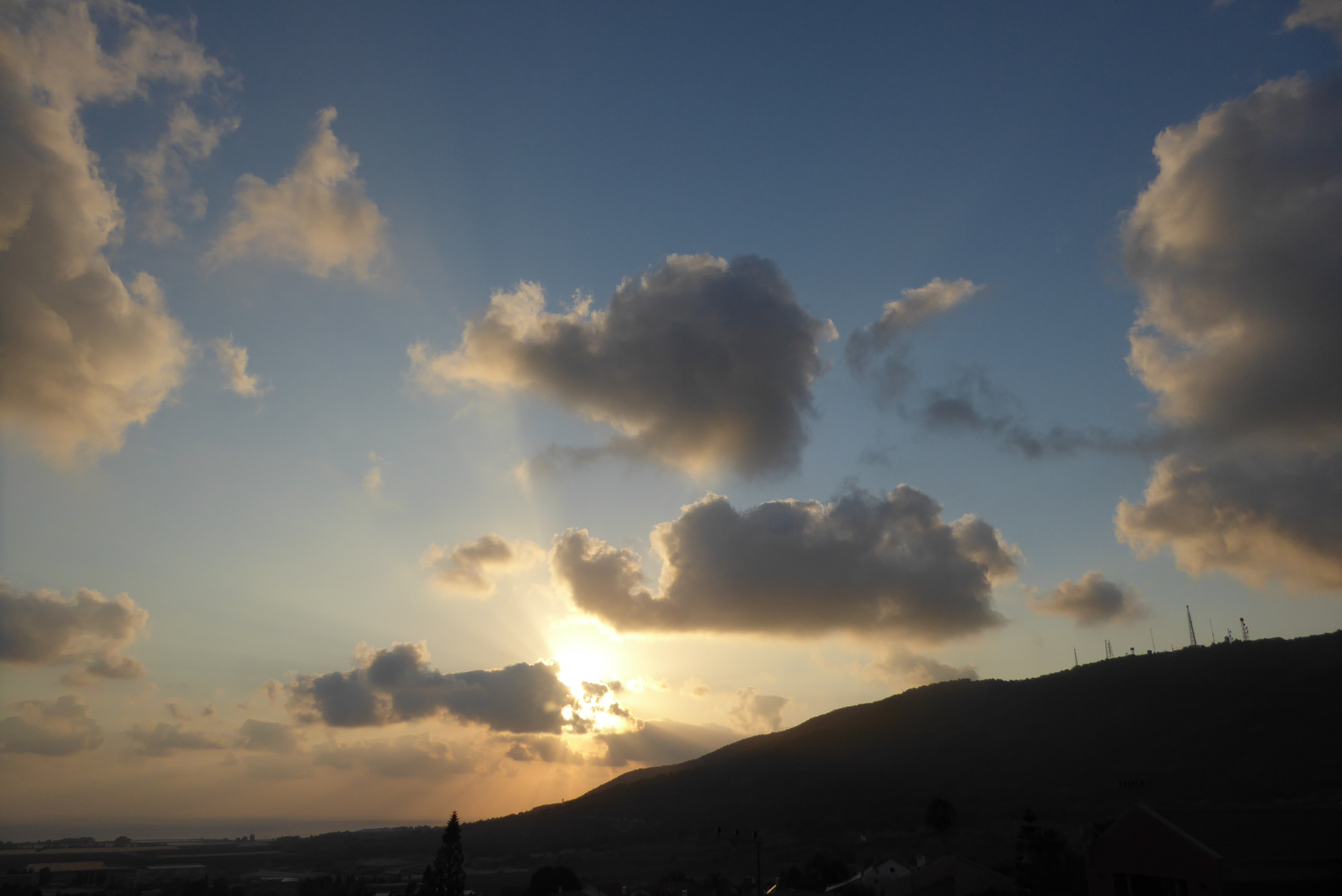
Naturerscheinung

Als Naturerscheinung oder Naturereignis werden dem Menschen erscheinende, also sinnlich erlebbare, d. h. auffällige oder messbare natürliche Ereignisse bezeichnet, die auf natürliche Ursachen zurückgehen. Der Begriff wird in seiner denotativen Bedeutung weniger in einem kulturellen Kontext gebraucht.
Im Gegensatz dazu stehen anthropogen ausgelöste Erscheinungen, die direkt oder indirekt auf menschliche Aktivitäten zurückgehen.
Wichtige Gruppen von Naturerscheinungen sind:
- Himmelserscheinungen aller Art wie Objekte und Bewegungen am Sternhimmel, dessen Änderungen wie Novae oder Veränderliche, überraschende Erscheinungen wie Kometen oder Sternschnuppen – siehe auch Astronomische Phänomenologie
- meteorologische und hydrologische Phänomene, wie Klima- und Wettererscheinungen, Gewitter, Starkwinde (Stürme), Starkregen, Schnee, Hagel, Blitz und Donner, Objekte der Beobachtung wie Luftdruck und -Temperatur, einschließlich Phänomenen der atmosphärischen Optik, wie Regenbogen, Halos, leuchtende Nachtwolken, Dämmerung, Abend- und Morgenröte, Mitternachtssonne, Polarlicht
- geologische und andere geowissenschaftliche Vorgänge wie Tektonik, Erdbeben, Vulkanismus, Spalten- und Gebirgsbildung, Erosion und ihre vielfältigen Erscheinungsformen, Karst, Abflussphänomene, Lawinen, Bergsturz, Erdrutsche usw.
- biologische Beobachtungen wie Wanderung und Verbreitung von Populationen, Vermehrung oder Aussterben, Erscheinungen der Ökologie und Reaktionen der Umwelt usw.
- mikrobiologische Erscheinungen wie Bodenfauna, Veränderungen im Auftreten von Bakterien und Mikroben, Gewässerökologie u. v. m.
- Energie- und Atomphysik: Erscheinungen zufolge der Gestirns- und Sonnenstrahlung, Bildung von Lagerstätten, Zerfall radioaktiver Nuklide